# برل آیوز
برل آیسل آیوانهو آیوز (به انگلیسی: Burl Icle Ivanhoe Ives) بازیگر اهل آمریکا است که نخستین بار در فیلم اسموکی (۱۹۴۶) به ایفای نقش پرداخت. او برندهٔ جایزه اسکار بهترین بازیگر نقش مکمل مرد برای فیلم کشور بزرگ (۱۹۵۸) است.

## فیلم‌شناسی
از فیلم‌ها یا برنامه‌های تلویزیونی که وی در آن نقش داشته‌است می‌توان به آثار زیر اشاره کرد.
- اسموکی
- علف‌های سبز وایومینگ
- ایستگاه غرب
- جگر گوشهٔ من
- سی یرا
- شرق بهشت (۱۹۵۵)
- قدرت و جایزه
- هوس زیر درخت نارون (۱۹۵۸)
- کشور بزرگ
- گربه روی شیروانی داغ (۱۹۵۸)
- باد بر فراز اورکلیدز
- روز یاغی
- مامور ما در هاوانا (۱۹۵۹)
- هرگز نگذار مردی سنگ قبر مرا بنویسد
- جادهٔ مارپیچ
- اسب پرنده
- جادوی تابستانی
- بطری برنزی
- نشان له شده
- مک مسترها
- تنها راه رهایی مرگ است
- شاهین بیکر
- فقط بچه تو و من
- عازم زمین
- سگ سفید
- سربالایی همهٔ راه‌ها
- نقطه اتصال دو ماه
- نایت گالری
- سران و سلاطین
- خانه کوچک (مجموعه تلویزیونی)
- ریشه‌ها (مجموعه تلویزیونی ۱۹۷۷)

## مرگ
آیوز که مدتها سیگار می‌کشید، در تابستان سال ۱۹۹۴ به سرطان دهان مبتلا شد. او در ۱۴ آوریل ۱۹۹۵ در خانه خود در واشینگتن در سن ۸۵ سالگی به کما رفت و درگذشت.